# NGC 6860
NGC 6860 este o centimetric radio source⁠(d) situată în constelația Păunul. A fost descoperită în 1836 de către John Herschel.